# Dobay Zsigmond
Dobay Zsigmond (17. század – 18. század?) lovaskatona, naplóíró.

## Élete
Absolon Dánielnek, Thököly Imre kancellárjának szolgálatában állt és 1686-ban részt vett Munkács védelmében, ahol a várbeli lovassághoz tartozott. Ez év novemberében Absolonnal Lengyelországban is járt a lengyel királynál.

## Munkája
Diarium Continens ea, quae in arce Munkács, dum Anno 1686 per Comitem Generalem Antonium Caraffa obsidebatur et per Helenam Zrinyi Conjugem Emerici Tököly et Andream Radics defendebatur, dietim acta sunt. Conscriptum per Sigismundum Dobay de Eadem. 
Ez az 1686-os napló napról napra leírja Munkács egy évi védelmének történetét. Az eredeti kézirat 1735-ben Dobai Székely Sámuel birtokában volt, Thaly Kálmán ebből bevezetéssel adta ki, a Monumenta Hung. Historica. II. osztály. Irók XXIII. kötetében (Pest, 1868.) a 415–458. lapokon.